# Vincentio Saviolo

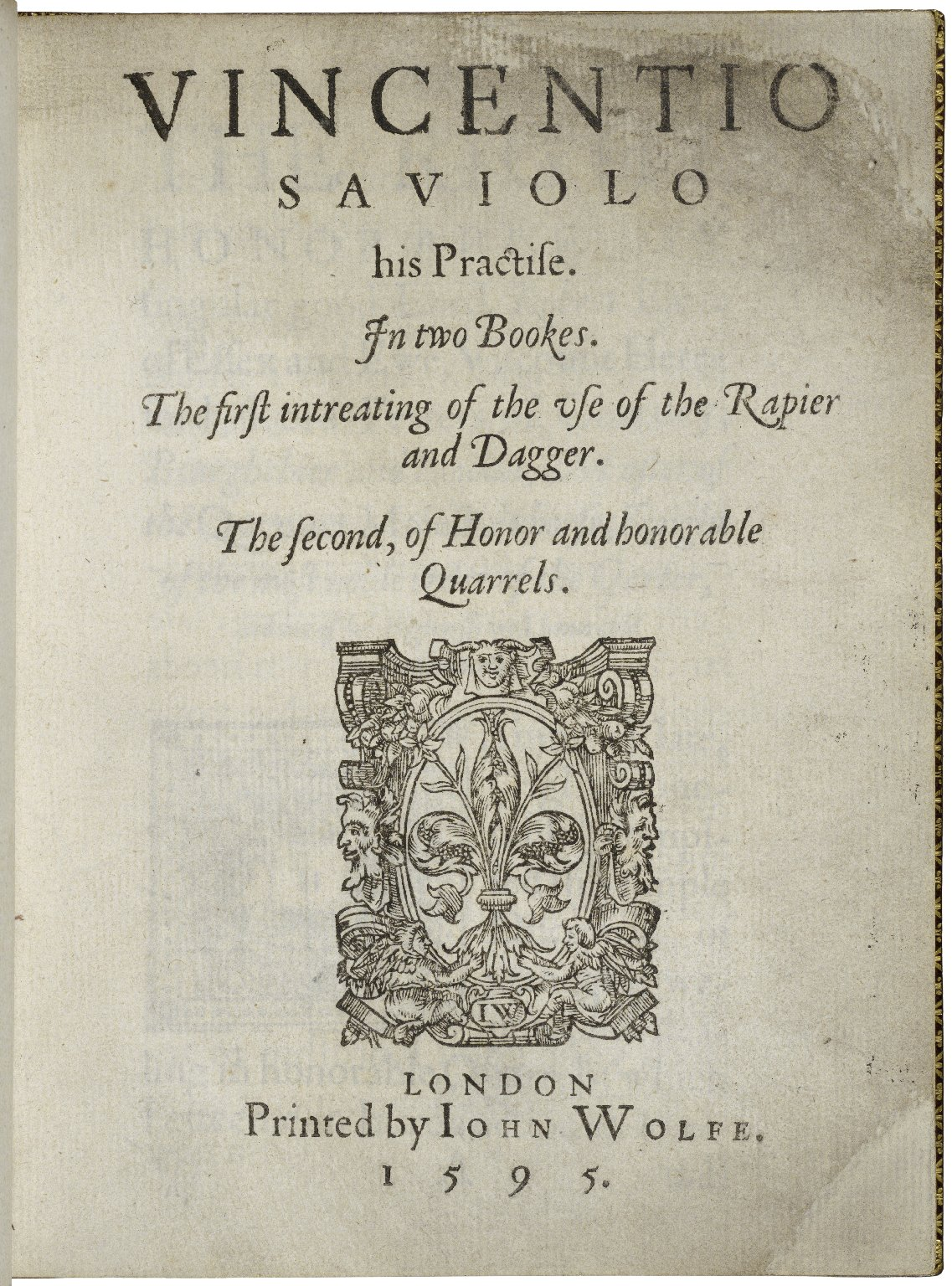
La portada de Vincentio Saviolo, His Practice, el manual d'esgrima de Saviolo publicat el 1595.

El mestre d'armes Vincentio Saviolo tot i que va néixer i es va criar italià va ser l'autor d'un dels primers llibres sobre esgrima disponible en anglès.
Saviolo va néixer a Pàdua. Va arribar a Londres en una data desconeguda i s'observa per primera vegada que va ser a Anglaterra el 1589 quan Richard Jones va obtenir llicència per publicar el seu "Book of Honor". El 1591 John Florio afirmava que l'escola d'esgrima de Saviolo era "al carrer petit on hi ha el pou... al senyal del Lleó vermell". Va ser descrit pel cavaller i escriptor d'esgrima anglès George Silver com "a un tir d'arc" del que més tard va ser el Bell Savage o la Belle Sauvage, en aquest moment "Savage's inn", també anomenat "Bell on the Hoop". (Consulteu "Inns and Taverns of Old London" de Henry C. Shelley, 1909), a Ludgate Hill. La némesi particular de Saviolo va ser el tal George Silver, que va escriure el seu propi llibre l'any 1599 per defensar l'esgrima tradicional anglesa contra la invasió de l'esgrima italiana i, en fer-ho, va llançar un sonor atac contra Saviolo i el seu sistema. Silver explica com el soci de Saviolo, Jeronimo, va ser assassinat en un duel per part d'un anglès conegut només com Cheese, però omet els detalls de la mort de Saviolo (només afirmant que ja era mort quan es va publicar el seu propi llibre el 1599). Això suggereix que Saviolo no va morir en mans d'un altre espadatxí.
Al llarg del segle XVI, els manuals es van fer cada cop més populars. L'any 1595, John Wolfe va imprimir Vincentio Saviolo, la seva pràctica, en dos llibres, el primer invocant l'ús de la ropera i la daga, el segon d'Honor i disputes honorables a Londres. La primera part d'aquest treball va ser escrita com una conversa entre Saviolo i un estudiant imaginari (estructura habitual als manuals del segle XVI). Aquesta part se centra en instruir en les tècniques d'esgrima de ropera i daga de l'època de Saviolo. Saviolo no ensenyava l'atac a fons, sinó que recomanava el moviment circular al voltant de l'oponent a la manera dels mestres espanyols del seu temps. La segona part, Of Honor and Honorable Quarrels, tracta de l'etiqueta de duel .Gran part del material prové de les obres de Girolamo Muzio, escrites el 1558.

## Reconstrucció Moderna
Tot i estar escrit en anglès, el sistema de Saviolo no ha sigut tan popular entre els que reconstrueixen l'esgrima històrica com altres (com els de Salvator Fabris, Nicoletto Giganti i Ridolfo Capo Ferro). Un dels primers exponents del sistema de Saviolo va ser Stephen Hand de la sala Stoccata School of Defense d'Austràlia que va publicar transcripcions anotades del primer llibre de Saviolo al diàri Hammerterz Forum a finals de la dècada de 1990 i un article que descriu les influències culturals en el sistema de Saviolo el 2002. Altres practicants notables del sistema de Saviolo inclouenles sales Academia Della Spada a Seattle, el 1595 Club de Londres i Brighton, i Brisbane Swords, Brisbane.